# اوج مواد معدنی
اوج مواد معدنی نقطه‌ای از زمان است که بیشترین تولید یک ماده معدنی در یک منطقه رخ می‌دهد و تولید در سال‌های بعد کاهش می‌یابد. در حالی که بیشتر منابع معدنی در آینده نزدیک تمام نمی‌شود، استخراج و تولید جهانی چالش برانگیزتر شده‌است. معدنچیان در طول زمان راه‌هایی برای استخراج سنگ معدن عمیق‌تر و با عیار پایین‌تر با هزینه‌های تولید کمتر پیدا کرده‌اند. بیش از هر چیز دیگری، کاهش میانگین عیار سنگ، گویای تغییرهای تکنولوژی در حال انجام است که شامل فراوری پیچیده‌تر - از نظر اجتماعی و زیست‌محیطی و همچنین اقتصادی- و تغییرهای ساختاری در صنعت اکتشاف مواد معدنی شده‌است. این وضعیت با افزایش قابل توجه ذخایر معدنی شناسایی‌شده همراه بوده‌است.